# Charles Boner
Charles Boner (* 29. April 1815 in Bath; † 9. April 1870 in München) war ein englischer Dichter und Reiseschriftsteller.

## Leben und Werk
Charles Boner war das zweite Kind und der einzige Sohn von Charles Boner († 14. August 1833 in Twickenham). Er erhielt seinen Unterricht zuerst von 1825 bis 1827 in Bath und danach von 1827 bis 1829 im Gymnasium in Tiverton. Von 1831 bis 1837 war er Hauslehrer der beiden älteren Söhne des Malers John Constable in London. Nach dem Tod seiner Mutter (1839) nahm er die Einladung des Freiherrn August von Dörnberg an, bei ihm in Deutschland zu leben. Nachdem er die deutsche Sprache erlernt hatte, begleitete er den Freiherrn nach Regensburg. In dieser Stadt erhielt er 1840 die Stelle eines Erziehers am Hof des Fürsten Maximilian Karl von Thurn und Taxis im Schloss St. Emmeram. Diese Position übte er 20 Jahre lang aus, und seine Schüler schätzten seine Gesellschaft. Er wurde ein lebenslanger Freund des kunstsinnigen, literaturfördernden Fürsten und schloss auch enge Bekanntschaft mit zahlreichen von dessen Freunden.
Hauptsächlich spielte sich Boners Tätigkeit nun in Deutschland ab. Er gab sich mit Verständnis und Sympathie dem deutschen Leben hin, ohne aufzuhören, ein echter Engländer zu sein. Als er sich 1844 in London aufhielt, sagte er zu, Beiträge für die Literary Gazette zu schreiben; und er verfasste dann eine Reihe von Artikeln über deutsche Dichter, die ihm mehr Ruhm als Profit einbrachten. 1845 machte er die Bekanntschaft von Mary Russell Mitford, mit der er eine zehnjährige literarische Korrespondenz führte.
Als leidenschaftlicher Naturfreund und Jäger wurde Boner zu den Jagden des Fürsten von Thurn und Taxis, des Prinzen Karl zu Leiningen, des Herzogs von Koburg u. a. hinzugezogen. Vor allem ging er sehr gern der Gämsenjagd in den bayrischen Alpen nach und mit einem Buch über dieses Freizeitvergnügen, Chamois hunting in the Mountains of Bavaria and in the Tyrol (London 1853), begründete er seinen literarischen Ruf. In 2. Auflage erschien dieses Werk 1860 mit Illustrationen des Schlachtenmalers Theodor Horschelt, der am 27. Februar 1865 Boners Tochter Marie heiratete. Außerdem schrieb Boner zum Thema des Waidwerks das Buch Forest Creatures (1861), eine Beschreibung der jagdbaren Tiere Deutschlands, die vom Autor selbst in deutscher Übersetzung als Thiere des Waldes (mit Bildern von Guido Hammer, Leipzig 1862) erschien.
Seine poetische Veranlagung brachte Boner durch Gedichte zur Geltung, die er vor allem während seiner Zeit am Hof des Fürsten von Thurn und Taxis verfasste. Sie erschienen gesammelt unter dem Titel Verses (London 1858) und begründeten seinen Ruf als Dichter. Bereits 1855 hatte er das Drama Cain und 1857 The New Dance of Death and other Poems veröffentlicht. Ebenso ausgezeichnet waren seine Übersetzungen, in denen er u. a. Gedichte von Franz von Kobell, August Heinrich Hoffmann von Fallersleben, Georg Scheurlin und Friedrich von Bodenstedt klangreich und in den originalen Metren ins Englische übertrug. Mit derselben Sprachmeisterschaft übersetzte Boner die trefflichen Naturstudien von Hermann Masius (1855) und Hans Christian Andersens Märchen (Tales from Denmark, London 1847). Letztere erschienen mit Illustrationen von Franz Graf von Pocci, der auch Charles Boner’s Book for those who are young, and those who love what is natural and truthful, ein Kinderbuch, sowie Boners Little Tuck (London 1848) mit Holzschnittzeichnungen versah.
Nachdem er seine Aufgabe als Erzieher vollendet hatte, übersiedelte Boner 1860 nach München, wo er mit den von König Maximilian II. berufenen Persönlichkeiten, insbesondere mit Justus von Liebig und Bodenstedt in Fühlung trat und eine rege literarische Tätigkeit für das Athenaeum und andere schöngeistige Zeitschriften Englands begann. Nach wiederholten Reisen nach London und Paris ging Boner 1863 nach Siebenbürgen, um dieses damals noch wenig erforschte Land „zur Kenntnis der übrigen Erdteile“ zu bringen. Das Ergebnis seiner Studien legte er in dem umfangreichen Buch Transylvania, its Products and Peoples (London 1865) nieder, das vom Autor auch ins Deutsche übersetzt (Land und Leute in Siebenbürgen, Leipzig 1868, mit vielen Ansichten und Karten) Aufsehen erregte.
Im August 1865 ging Boner als Sonderberichterstatter der Daily News nach Wien. Seine journalistische Arbeit für diese Zeitung dauerte vom Abschluss des Handelsvertrags zwischen England und Österreich bis zum Ende des Deutschen Kriegs. Daneben lieferte er auch Beiträge für die New York Daily Tribune und andere englische und amerikanische Zeitungen. Ferner gab er 1866 einen Guide for Travelers in the Plain and on the Mountain (2. Auflage 1876) heraus. 1867 reiste er nach Salzburg, um an einem Treffen zwischen Napoleon III. und dem österreichischen Kaiser Franz Joseph teilzunehmen, welche Begegnung er dann sehr anschaulich beschrieb. Eines der letzten bedeutenden Ereignisse seines Lebens war sein Besuch Triests, wo er am Begräbnis des Kaisers Maximilian von Mexiko teilnahm, über den er eine interessante Denkschrift verfasste.
1869 kehrte der ehedem so emsige Bergsteiger und Alpenjäger krank und gichtgequält nach München zurück und wohnte nun im Haus seines Schwiegersohns Theodor Horschelt. Er schien neu aufzuleben, dachte an eine Sammlung seiner englischen und deutschen Dichtungen und eine Auslese seiner prosaischen Schriften, arbeitete an einer Geschichte des deutschen Handwerkerlebens und trug sich mit dem Gedanken an die Verfassung eines Buchs über deutsches Leben und Wesen; da starb er nach kurzer Krankheit am 9. April 1870 im Alter von knapp 55 Jahren in München.
Nach Boners Tode erschienen Memoirs and Letters of Charles Boner, with Letters of Mary Russell Mitford to him during ten years, edited by R. M. Kettle (2 Bände, London 1871).